# ティモ・トルキ
ティモ・トルキ（よりフィンランド語に近い表記ではティモ・トルッキ、Timo Tolkki 1966年3月3日 - ）は、フィンランド出身のヘヴィメタルギタリスト。同国のパワーメタルバンド、ストラトヴァリウスで活動してきたが、2008年に離脱。同年、新プロジェクトのレヴォリューション・ルネッサンスを結成。しかし、そのレヴォリューション・ルネッサンスも2010年をもって解散した。同年から、シンフォニアを結成し活動するも、翌年には解散。2013年に新プロジェクト「Avalon」を始動させている。

## 経歴
ヘルシンキの隣接市であるヌルミヤルヴィ出身。Thunder and Road BlockとAntidoteというバンドで活動していたが、1984年にストラトヴァリウスに加入。しばらくの間はリードギター、リズムギター、メインヴォーカルを担当。ベースもヤリ・カイヌライネンが加入するまでトルキが担当していた。1994年に、メインヴォーカルとしてティモ・コティペルトが加入にしたため、ギター及びソングライターに専念。同年、ソロアルバム『Classical Variations And Themes』を発表。このアルバムはストラトヴァリウスの音楽とは違い、ネオクラシカルメタルアルバムであった。2002年に2作目のソロアルバム『Hymn To Life』を発表。
2004年、スペインのグラナダでイェンス・ヨハンソンと共に歩いていた際に、暴漢に襲われ左肩をカッターナイフで2箇所切りつけられ、顔に打撲傷を負っている。負傷したトルキの証拠写真はイェンスにより撮影された。2003年から続いていたストラトヴァリウスのメンバー離脱問題の後に神経衰弱し、後に双極性障害と診断。2004年には一時期精神病院に入院し、後にリハビリの後復帰をする。同年、トルキ専用のスタジオ『Goldenworks Mixing Suite』をオープン。後にロックオペラ『Saana - Warrior of Light』を製作。パート1を2008年3月14日にリリース。同年4月、ストラトヴァリウスの解散ツアーを始めるというトルキの意見にティモ・コティペルトとヨルグ・マイケルが猛反対。サンクチュアリ・レコードとの契約に関する金銭問題や、バンド内部での人間関係の悪化、解散ツアーメンバーに独断で当時のベーシストであるラウリ・ポラーではなく、前ベーシストのヤリに声をかけた事などが原因とされている。
ほぼレコーディングが終わっていたニューアルバムは白紙化され、ストラトヴァリウス解散宣言とトルキの新しいバンドであるレヴォリューション・ルネッサンスの活動開始を発表。白紙化された楽曲はレヴォリューション・ルネッサンスで丸ごと使用された。5月、ストラトヴァリウスのバンド名義及び過去作品・新作における利益配分を拒否する公式書類にサインをした。残りのストラトヴァリウスメンバーはバンドの存続を公式発表し、新ギタリスト、マティアス・クピアイネンが加わりニューアルバムの制作に入ったため、事実上トルキがバンドを脱退した形となったが、新体制でのストラトヴァリウス活動開始には不快感を露にしており、アルバム『ポラリス』に関してはレヴォリューション・ルネッサンスの公式フォーラムで酷評した。その一方で、無名バンドがストラトヴァリウスのカヴァーをライブで行う際、何度かゲストギタリストとして出演している。
なお、バンド離脱後もストラトヴァリウス公式サイトのフォーラムに残留メンバーやファンの書き込みへの嫌がらせや中傷などの荒らし行為を頻繁に続けていたため、現在フォーラムを管理しているイェンスから6月にアクセス禁止処分にされている。
2009年4月、トゥオモ・ラッシーラ、アンティ・イコーネン、ヤリと共に『PROJECT STRATO』として『ドリーム・スペース』を再録することを発表した。
2010年、レヴォリューション・ルネッサンスは解散したが、元アングラ、シャーマンのアンドレ・マトス、元ストラトヴァリウスのヤリ・カイヌライネン、元ソナタ・アークティカのミッコ・ハルキン、元ハロウィン、ガンマ・レイのウリ・カッシュらと共にバンド、シンフォニアを結成すると発表。2011年春に1stアルバムをリリースした。しかし同年冬、精神的不調などの原因から、音楽活動を無期限休止することを自身のFacebook上で発表した。
2013年1月、ヘルシンキにスタジオ『Studiotolkki』を新設。5月には新プロジェクト「Avalon」によるデビューアルバム『The Land of New Hope』をリリース。ゲストにUNISONICのマイケル・キスク、ウィズイン・テンプテーションのシャロン・デン・アデル、アマランスのエリーセ、シンフォニー・エックスのラッセル・アレン、インペリテリのロブ・ロック、ソナタ・アークティカのトニー・カッコ、ストラトヴァリウスのイェンス・ヨハンソン、元ドリーム・シアターのデレク・シェリニアン、ラプソディー・オブ・ファイアのアレックス・ホルツヴァルト等が参加している。

## 人物
- 双極性障害と診断を受ける前から、トルキが12歳の時に父親が自殺したことがトラウマとなっておりカウンセリングを受けていた。また、サイコセラピーや心理学に興味を持ち専門の教育を受けていた。一時期は音楽活動を辞めてセラピストになろうと考えていた事もある。
- 公式では身長195センチとしているが、明らかに2メートルを超える長身に恰幅のよい体型をしており、双極性障害の診断後は以前より太り出し、ライブではギターが小さく見えるほどである。イェンス・ヨハンソンとヨルグ・マイケルらが180センチ前後、ラウリ・ポラーとヤリ・カイヌライネンも190センチを超える長身であるが、一緒に並ぶとトルキは他のメンバーよりもずば抜けて身長が高い。長身を生かし、ライブ中はスタッフにアコースティックギターを身体に上からセットしてもらい、エレキギターをお腹の下部に置きながら、アコースティックギターをお腹の上部で弾くということもできる。
- はじめはビートルズ、アバといったグループから影響をうけたが、ディープ・パープルの「スモーク・オン・ザ・ウォーター」をラジオで聞いて以降はリッチー・ブラックモアに傾倒した。さらに、80年代に活躍したランディ・ローズ、ゲイリー・ムーア、イングヴェイ・マルムスティーンなどのギタリストからも大きな影響を受けている[3]。
- 2025年、前年12月に精神病の治療を受けた後に2型糖尿病を患っている事を告白。現在は自力で歩行する事が困難な状態であり、車椅子での移動を余儀なくされているという[4]。

## ディスコグラフィー
Stratovarius
- フライト・ナイト Fright Night (1989年)
- トワイライト・タイム Twilight Time (1992年)
- ドリームスペース Dreamspace (1994年)
- フォース・ディメンション Fourth Dimension (1995年)
- エピソード Episode (1996年)
- ヴィジョンズ Visions (1997年)
- デスティニー Destiny (1998年)
- インフィニット Infinite (2000年)
- エレメンツ・パート1 Elements, Pt.1 (2003年)
- エレメンツ・パート2 Elements, Pt.2 (2003年)
- ストラトヴァリウス Stratovarius (2005年)

Revolution Renaissance
- ニュー・エラ New Era (2008年)
- エイジ・オブ・アクアリウス Age of Aquarius (2009年)
- トリニティー Trinity (2010年)

Symfonia
- イン・パラディズム In Paradisum (2011年)

Avalon
- The Land of New Hope (2013年)

ソロ名義
- クラシカル・ヴァリエーション・アンド・テーマ Classical Variations and Themes (1994年)
- ヒム・トゥ・ライフ Hymn to Life (2002年)
- サーナ ウォリアー・オブ・ライト パート1 Saana – Warrior of Light Pt 1 (2008年)

ゲスト参加
- Avantasia: The Metal Opera — ヴォーカル "The Tower"
- Avantasia: The Metal Opera Part II — ギターソロ "The Seven Angels" and "Into the Unknown"
- エドガイ: Vain Glory Opera — ギターソロ "Out of Control"
- Gimmel: Kaksi kertaa enemmän — guitar
- Thunderstone: Thunderstone — ギターソロ "Like Father, Like Son"
- Conquest/Ancient Winds — ギターソロ
- Davide Laugelli - Message from Neptune